# Marx-Engels-Stiftung

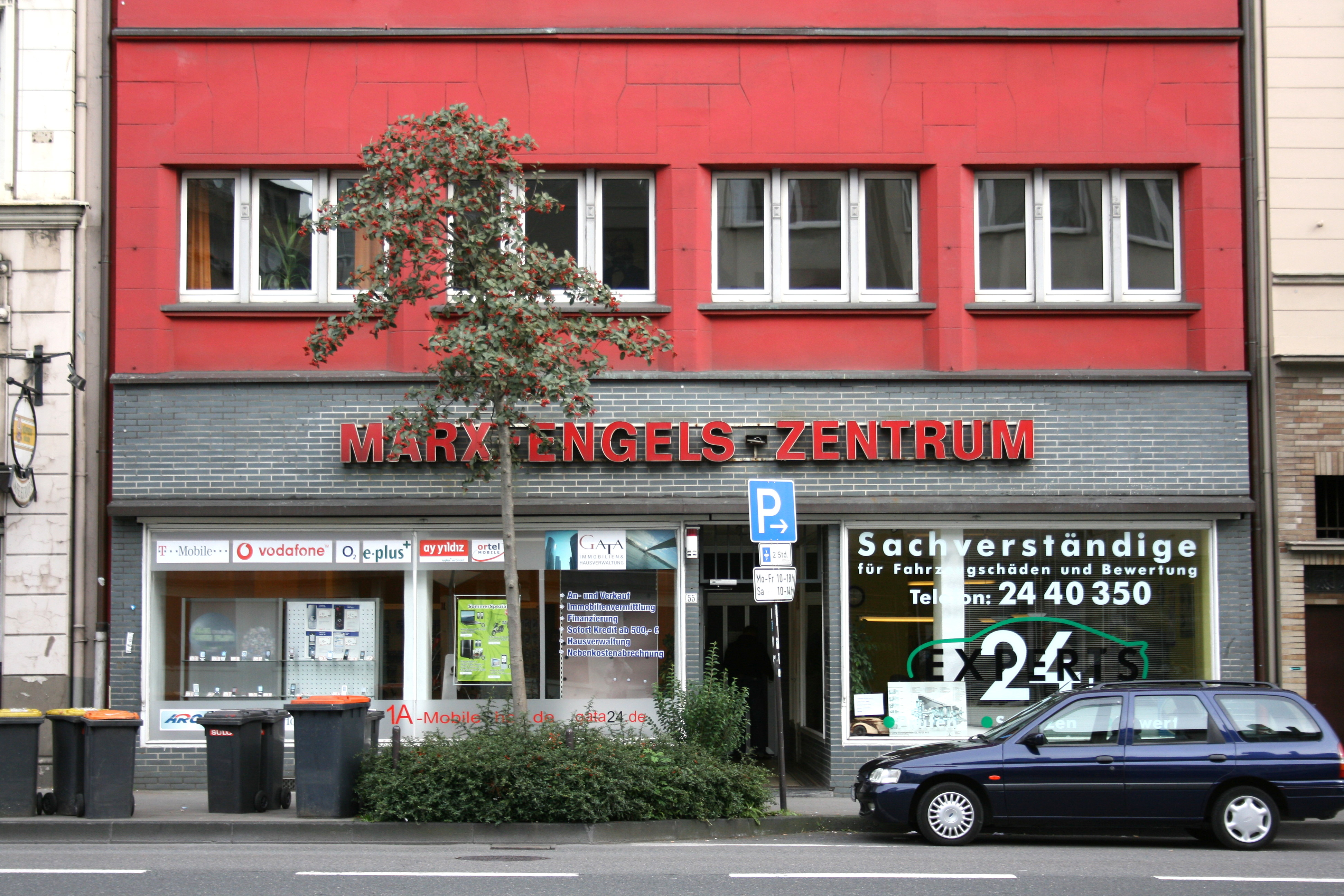
Haus mit Geschäftsstelle in Wuppertal-Elberfeld

Die Marx-Engels-Stiftung e. V. ist ein politischer Verein in Deutschland. Er wurde am 28. November 1970 gegründet und hat seinen Sitz in Wuppertal. Politisch steht er der DKP nahe, die Mitglieder (2008 etwa 40) stammen mehrheitlich aus der DKP oder anderen traditionell-marxistisch orientierten Zusammenschlüssen. Vor 1990 war hier auch die Zentrale für die Marxistische Arbeiterbildung (MAB) und die Marxistischen Abendschulen (MASCH).

## Ziele und Projekte
Laut Satzung sieht der Verein seine Aufgabe darin, „das wissenschaftliche Werk von Karl Marx und Friedrich Engels und seine geschichtliche Wirksamkeit zu erforschen – durch Sammlung und Erforschung ihres wissenschaftlichen Nachlasses und ihres Lebens und Wirkens; durch wissenschaftliche Seminare, Symposien, Kolloquien und andere wissenschaftliche Veranstaltungen; durch Veröffentlichungen.“
Der Verein war Mitveranstalter der Konferenz „Marxismus für das 21. Jahrhundert“ vom 20. bis 22. April 2007 in Berlin. In einer Reihe von Städten kooperiert der Verein mit den Marxistischen Abendschulen (MASCH).

## Verein
Vorsitzender war
- von 1970 bis 2001 Richard Kumpf (1922–2013)
- von 2001 bis 2013 Robert Steigerwald[3]
- von 2013 bis 2021 Hermann Kopp (* 1943)
- von 2021 bis zu seinem Tod am 8. Mai 2022 Stefan Kühner
- seit 1. Januar 2023 Manfred Sohn (* 1955)[4]

Der Verein finanzierte sich 2008 aus Beiträgen seiner etwa 40 Mitglieder und aus Spendengeldern einer ca. 500 Personen starken Fördergesellschaft.

## Publikationen
In unregelmäßigen Abständen gibt der Verein Protokollbände zu Veranstaltungen sowie Monographien, vor allem zu Fragen der Geschichte der Arbeiterbewegung, heraus. 2008 wurde der Band Konturen eines zukunftsfähigen Marxismus veröffentlicht. Die Sammelbände mit den Beiträgen des Projekts Klassenanalyse@BRD sind im Neue Impulse Verlag Essen erschienen.

### Spezielle Veröffentlichungen
- Karl Marx. Friedrich Engels. Leben und Werk. Ausstellung. Marx-Engels-Stiftung e. V., Plambeck & Co., Neuss 1970. (Katalog)
- Prokotoll des Internationalen Kolloquiums der Marx-Engels-Stiftung e. V. am 28. November 1980 in Wuppertal-Elberfeld. Voerkel & Co, Wuppertal, 1981.
- Johann Most: Kapital und Arbeit. Ein populärer Auszug aus „Das Kapital“ von Karl Marx. Zweite verbesserte Auflage. Genossenschafts-Buchdruckerei Chemnitz, Chemnitz 1876 (Reprint: Hrsg. Marx-Engels-Stiftung Wuppertal. Verlag Marxistische Blätter, Frankfurt 1985 ISBN 3-88012-729-8)[5][6]
- Heinrich Gemkow: Karl Marx’ letzter Aufenthalt in Deutschland. Als Kurgast in Bad Neuenahr 1877. Hrsg.: Marx-Engels-Stiftung, Wuppertal. Plambeck, Neuss 1986, ISBN 3-88501-063-1.
- Manfred Schöncke: Karl und Heinrich Marx und ihre Geschwister. Lebenszeugnisse, Briefe, Dokumente. Pahl-Rugenstein, Bonn 1993. ISBN 3-89144-185-1.[7][8]